# 災害ゴミ

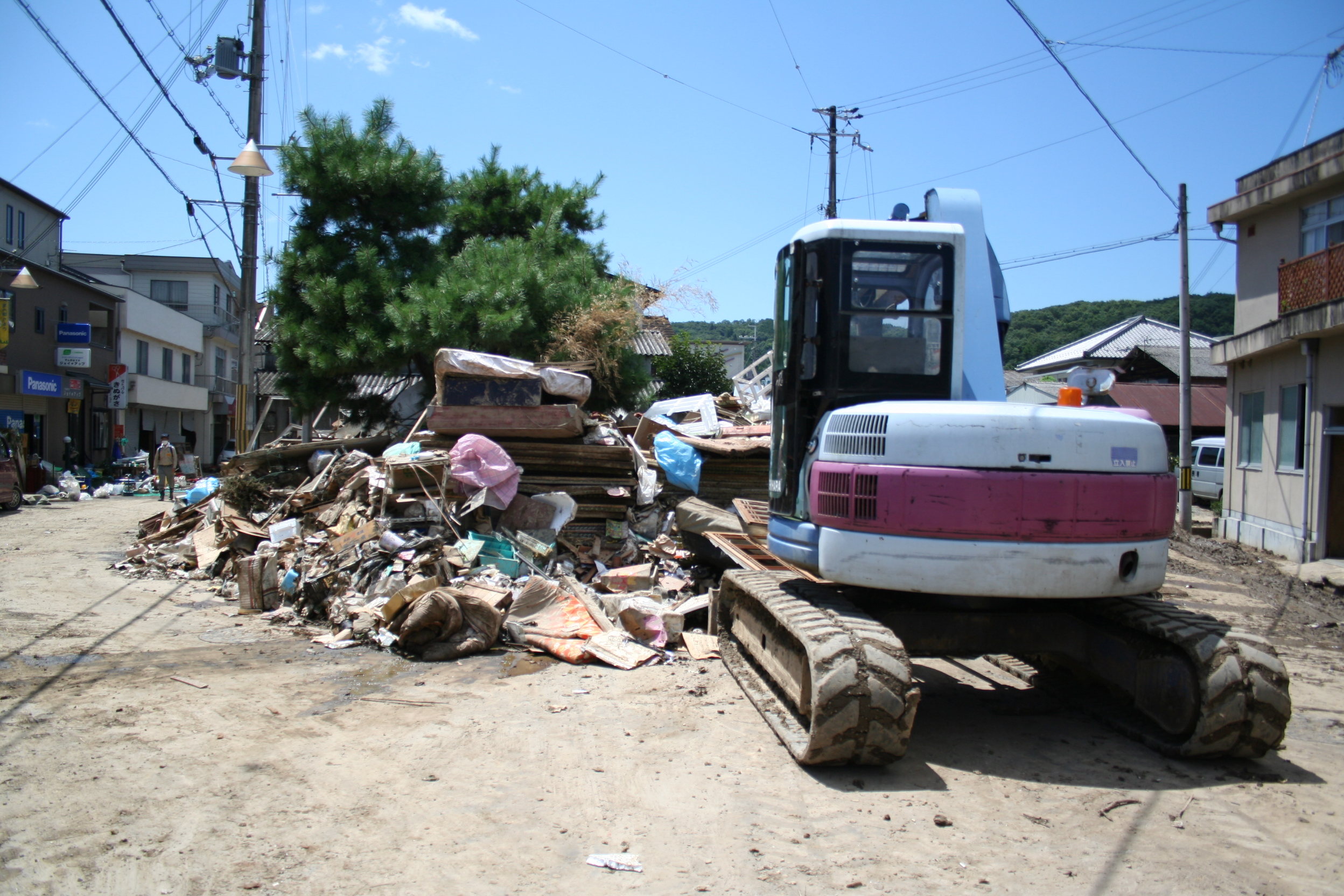
道端の空き地に集積された災害ゴミ（平成21年台風第9号後、兵庫県佐用町）

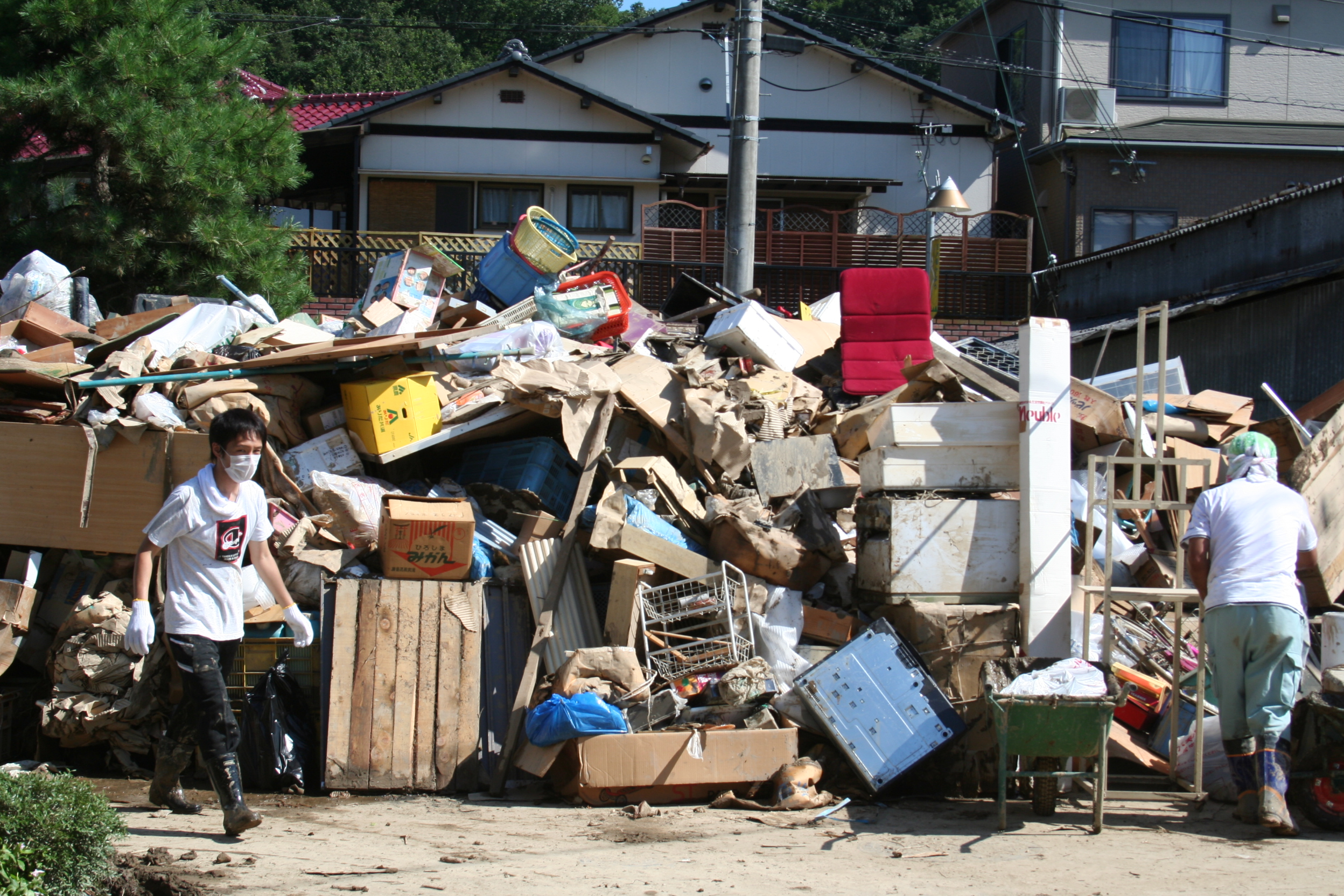
人の身長以上の高さまで集積された災害ごみ（同上）

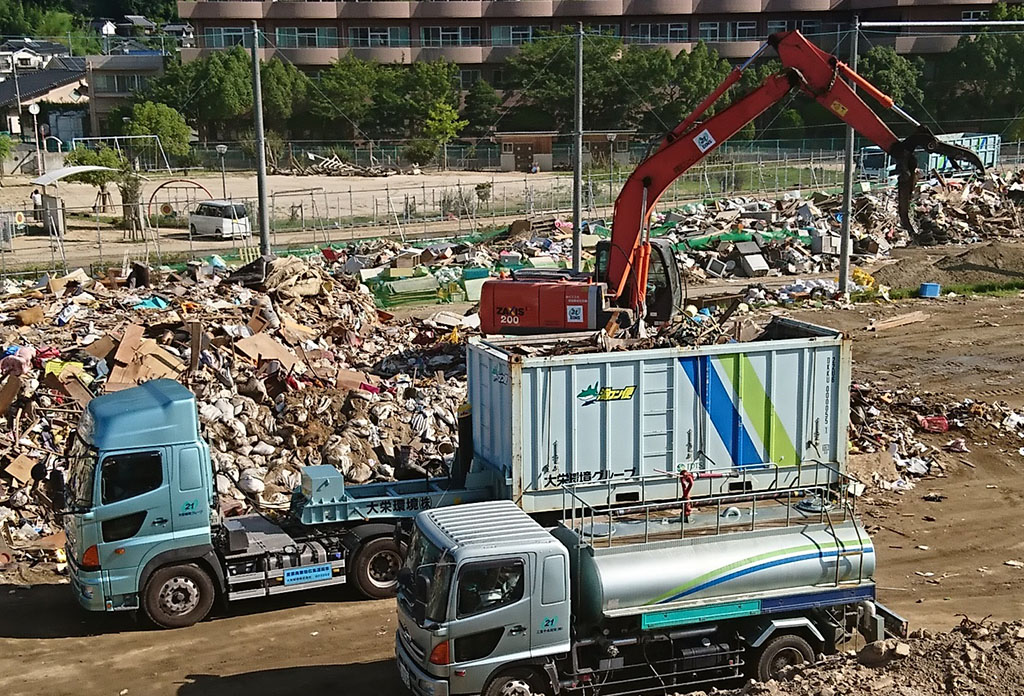
平成30年7月豪雨後、集積場からの搬出される災害ゴミ（2018年、広島県三原市）

災害ごみ、災害ごみ（さいがいごみ）とは、災害後に出されるごみ、廃棄物のこと。日本の環境省は災害廃棄物と呼称している。
汚れるなどして使えなくなった家財のほか、建物の損壊などに伴う瓦礫（がれき）が一度に大量に発生する。このため、その地域でにおける平常の廃棄物処理能力を超えることが多く、被災地以外に引き受けてもらう広域処理、仮設焼却炉の導入といった対応が必要になる。

## 概要
災害後の復興には、災害廃棄物を撤去することがまず必要となる。撤去された災害廃棄物を分別収集したり、一度に処理したりすることは困難であるため、仮置き場に一時集積され、順次処理されることになる。仮置き場に災害ごみを長期間野積みすると、周辺環境を汚染する恐れがある。迅速に処理するため、埋め立てやバッチ式の焼却（細かく破砕せずに処理できる）が選ばれることが多い。
災害廃棄物ではない、いわゆる便乗ゴミの問題が副次的に発生することもある。災害で汚れたり壊れたりしたか否かを問わず災害以前から不要だったもの、被災地以外から運び込まれるゴミが含まれる。
また津波や水害で陸上から海へ流されたゴミは、漁業の障害や海洋汚染の原因になるため、引き揚げ作業が行われることがある。

## 日本
具体的な廃棄処理については環境省の管轄下から複数省庁が協力し、必要人員・機材を近隣自治体や都道府県に支援要請しつつ、処理費用の分担や処理完了までの期間見通しについて、都道府県や国で協議を進めることが定められている。また、この支援処理に関しては専門人員支援に特に重点を置いた官民合同のD.Waste-Net（災害廃棄物処理支援ネットワーク）が活用される。

### 分類・処理
コンクリート類、金属、土砂、津波堆積物などの廃棄物が混合した混合物とした上で、以下のように分類している。
可燃系混合物
混合物のうちで可燃性のもの。
可燃物の腐敗が進むと火災原因になる恐れがある。
不燃性混合物
がれき、陶磁器、ガラス類など。
木質系混合物
木造建築物の残骸など。
可燃系混合物と同じく可燃性であり、釘・金具など金属部品が付着状態の場合はそのままリサイクル出来ない。
コンクリート混合物
鉄筋コンクリート建造物の残骸など。
可燃物・鉄筋類が混合しておりリサイクルのためには破砕・分類が必要。
金属系混合物
鉄骨、鉄筋、金属サッシ、シャッター、機械類、家電リサイクル品目を除く家電製品など。
土砂系混合物
土砂崩れで発生する土砂、および津波、洪水に起因する土砂・砂泥堆積物など。
被災地域に応じて生活物質および有害物などが混入する。
津波堆積物
津波によって海底から巻き上げられ陸上に堆積するに至った土砂・泥状物。
処理困難物と呼ばれる化学物質および有害物を含む。
これらは仮置き場に一旦集積された後に、数回の分別・選別処理を経て焼却などの廃棄処理が行われる。また、その廃棄物処理は効率的処理を目的として日本国内で複数市町村が処理ブロックまたは処理区として指定・設定される。

### 歴史
環境省資料によれば、1995年（平成7年）1月17日に発生した阪神・淡路大震災における災害廃棄物の発生量は約1,500万トン、そして2011年（平成23年）3月11日に起きた東日本大震災では約3,100万トンと推定している。
平成27年9月関東・東北豪雨（2015年）においては茨城県常総市、栃木県小山市で災害廃棄物が発生し、前述の環境省D.Waste-Net所属技術職員が神奈川県横浜市および愛知県名古屋市より車両計14台と人員計69名が出動、収集・運搬を支援している。

### 今後の予測
- 首都直下地震：約6,500万 - 約1億1,000万[9]
- 南海トラフ巨大地震：約2億9,000万 - 3億5,000万トン[9]
- 日本海溝・千島海溝巨大地震：最大4118万トン[3]